# Kidara
Pour les articles homonymes, voir Kidara (homonymes).
Kirada (Gupta :  ; Ki-ra-da) est le premier roi connu du royaume kidarite, des Huns rouges, créé sur le territoire de l'ancien empire kouchan, où il règne dans les environs de 335 à 345. Peroz lui succède, puis Kidara I.
Il est appelé Jiluodo dans le « Livre des Wei » (Wei shu) de la Dynastie Wei du Nord.